# Sebastiano Antonio Tanara
Sebastiano Antonio Tanara, född 10 april 1650 i Rom, död 5 maj 1724 i Rom, var en italiensk kardinal och ärkebiskop.

## Biografi
Sebastiano Antonio Tanara var son till Cesare Tanara och Laura di Carpegna. Tanara studerade vid Bolognas universitet, där han blev juris utriusque doktor.
Påve Innocentius XII utsåg honom 1695 till kardinalpräst med Santi Quattro Coronati som titelkyrka. Tanara avslutade sin karriär som kardinalbiskop av Ostia e Velletri 1721–1724.
Kardinal Tanara är begravd i Santa Maria della Vittoria. Hans gravmonument är utfört av Ferdinando Fuga.